# 水璉野生動物重要棲息環境
水璉野生動物重要棲息環境位於中華民國花蓮縣壽豐鄉，是依《野生動物保育法》公告之野生動物重要棲息環境。範圍從海拔高度531公尺的水璉尾山，往東延伸到鹽寮至水璉之間的花蓮海岸，面積339.86公頃，是東部海岸山脈唯一位於北迴歸線以北的保護區。台灣海棗於此處保有台灣最大族群。交通方面有台11線海岸公路穿越，由北而南依序經過12號到15號橋。